# Epitaph für ein Schwein

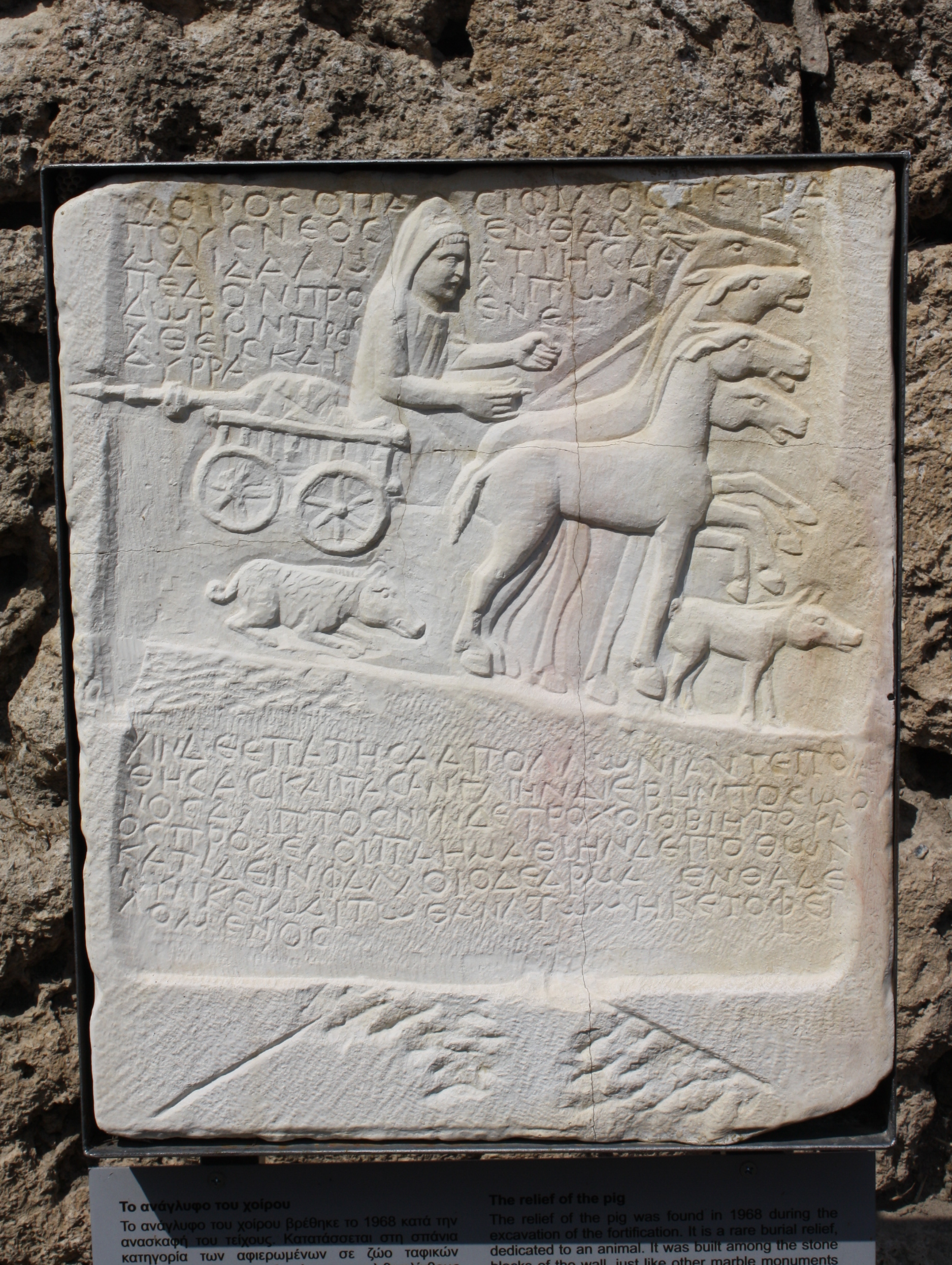
Kopie des Epitaphs in Edessa

Das Epitaph für ein Schwein ist ein Grabstein (Epitaph) des 2. oder 3. Jahrhunderts n. Chr., der im Jahr 1968 nahe dem Südtor der antiken Stadt Edessa in Nordgriechenland gefunden wurde. Das Objekt gehört wahrscheinlich zu den seltenen Tiergrabsteinen aus römischer Zeit. Es beinhaltet ein Relief sowie eine in Versen verfasste Inschrift, in der das tote Schwein selbst von seinem Leben und seinem Unfalltod berichtet. Die Vermutung, es handele sich bei dem Epitaph in Wirklichkeit nicht um den Grabstein eines Tieres, sondern möglicherweise den eines Sklaven oder Freigelassenen, gilt mittlerweile als eher unwahrscheinlich.

## Bildbeschreibung und Inschrift

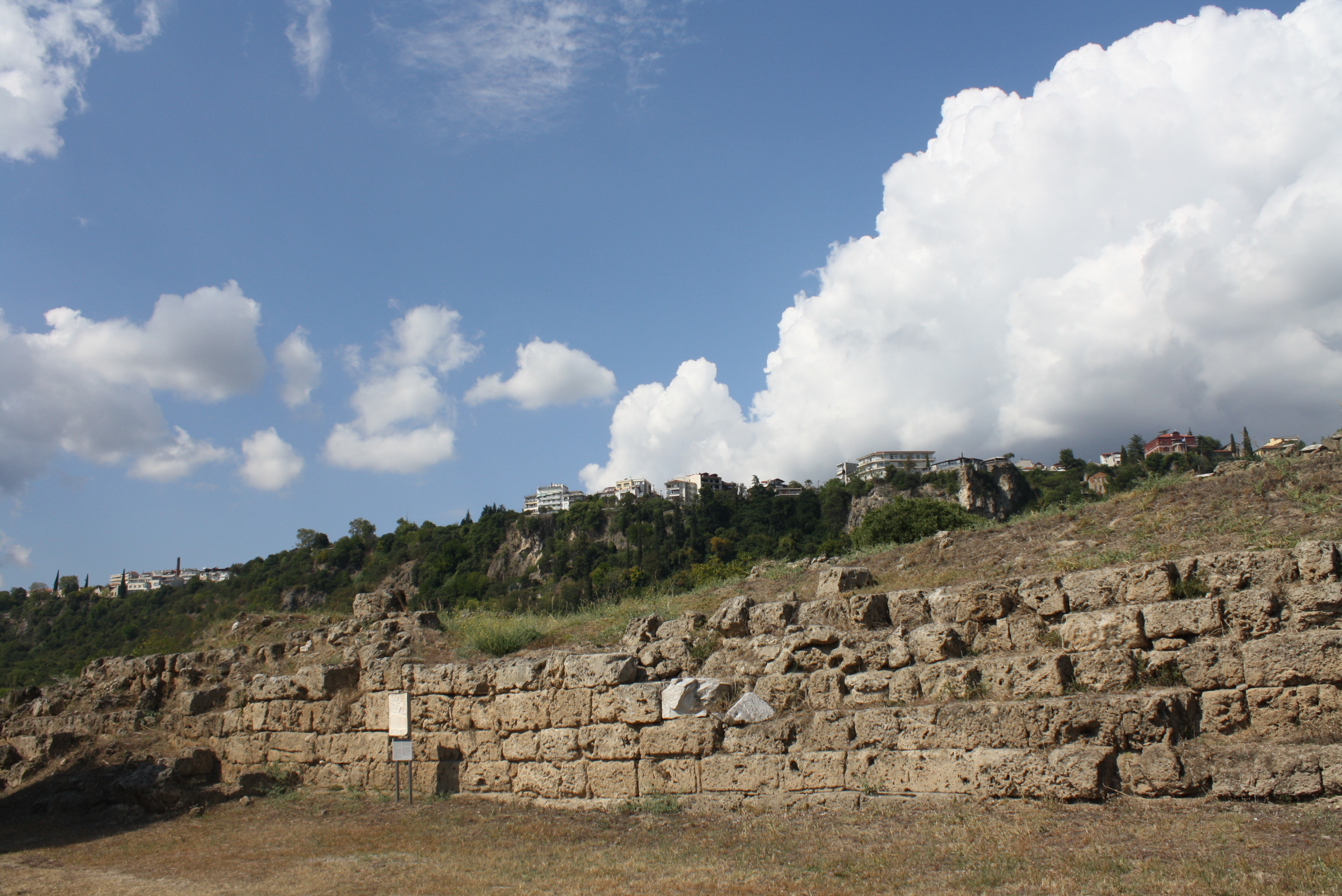
Fundort der Inschrift, in der linken Bildhälfte die dort aufgestellte moderne Kopie

Der rechteckige Grabstein wurde in der Stadtmauer von Edessa gefunden, wo er in der Spätantike als Baumaterial zweitverwendet worden war. Er enthält ein Bildfeld, das als Relief gearbeitet ist und die obere Hälfte des Steins größtenteils einnimmt, sowie eine Inschrift in altgriechischer Sprache. Sie füllt die untere Hälfte des Epitaphs, aber auch die freien Bereiche im oberen Teil innerhalb des Reliefs. Auf dem Bild ziehen vier Maultiere (oder Esel) einen vierrädrigen Transportwagen mit einer Last. Der Untergrund fällt zur rechten Seite hin ab. Den Wagen steuert ein in eine Kukulle gekleideter Mann. Was sich hinter ihm auf der Transportfläche befindet, ist nicht klar zu erkennen; möglicherweise handelt es sich um ein Zelt oder eine Amphore. Vor den Beinen der Maultiere steht ein Schwein, ein weiteres liegt oder sitzt dahinter. Es gilt jedoch als wahrscheinlich, dass beide Male dasselbe Tier gemeint ist, das rechts zu Lebzeiten dargestellt ist, links dagegen nach dem tödlichen Unfall, von dem die Inschrift berichtet:
χοῖρος ὁ πᾶσι φίλος, τετρά-
 πους νέος, ἐνθάδε κεῖ-
 μαι | Δαλματίης δά-
 πεδον προλιπὼν
 δῶρον προσενε-
 χθείς· | καὶ
 Δυρρά-
 χιν δὲ ἐπάτησα Ἀπολλωνίαν τε πο-
 θήσας | καὶ πᾶσαν γαίην διέβην ποσὶ μοῦ-
 νος ἄλιπτος· | νῦν δὲ τροχοῖο βίῃ τὸ φά-
 ος προλέλοιπα· | Ἠμαθίην δὲ ποθῶν
 κατιδεῖν φαλλοῖο δὲ ἅρμα | ἐνθάδε
 νῦν κεῖμαι τῷ θανάτῳ μηκέτ’ ὀφει-
 λόμενος
Eine mögliche Übersetzung lautet: Ein von allen geliebtes Schwein, ein junger Vierbeiner, hier liege ich, nachdem ich als Geschenk den Boden Dalmatiens verlassen hatte. Ich ging, wie ich gewollt hatte, nach Dyrrachium und Apollonia. Ich durchquerte das ganze Land zu Fuß, allein, unermüdlich. Aber als Opfer eines Rades habe ich jetzt, der ich Emathia und den Wagen des Phallus sehen wollte, das Licht verloren. Hier liege ich nun und schulde nichts mehr dem Tod.
Der Text der Inschrift ist in Versen verfasst und setzt sich aus sechs relativ sauberen Hexametern zusammen, von denen der fünfte um einen Versfuß verkürzt ist. Anschließend folgt noch, abgetrennt durch eine kleine Lücke in der Zeile, der letzte Satz, der sich nicht wirklich in ein Versmaß einpassen lässt. Auch inhaltlich ist der Text nicht anspruchslos und verrät einen gewissen Humor, etwa durch Attribute wie „unermüdlich“ oder „von allen geliebt“ für ein Schwein. Die Belesenheit des Verfassers wird ebenfalls deutlich; so ist die Vorstellung einer Schuld jedes Lebewesens dem Tod gegenüber eine in der Antike weit verbreitete literarische Vorstellung (Topos). Eine grobe Datierung des Grabsteins in das 2. oder 3. Jahrhundert n. Chr. ist aufgrund der Buchstabenformen und des Stils des Reliefs möglich.

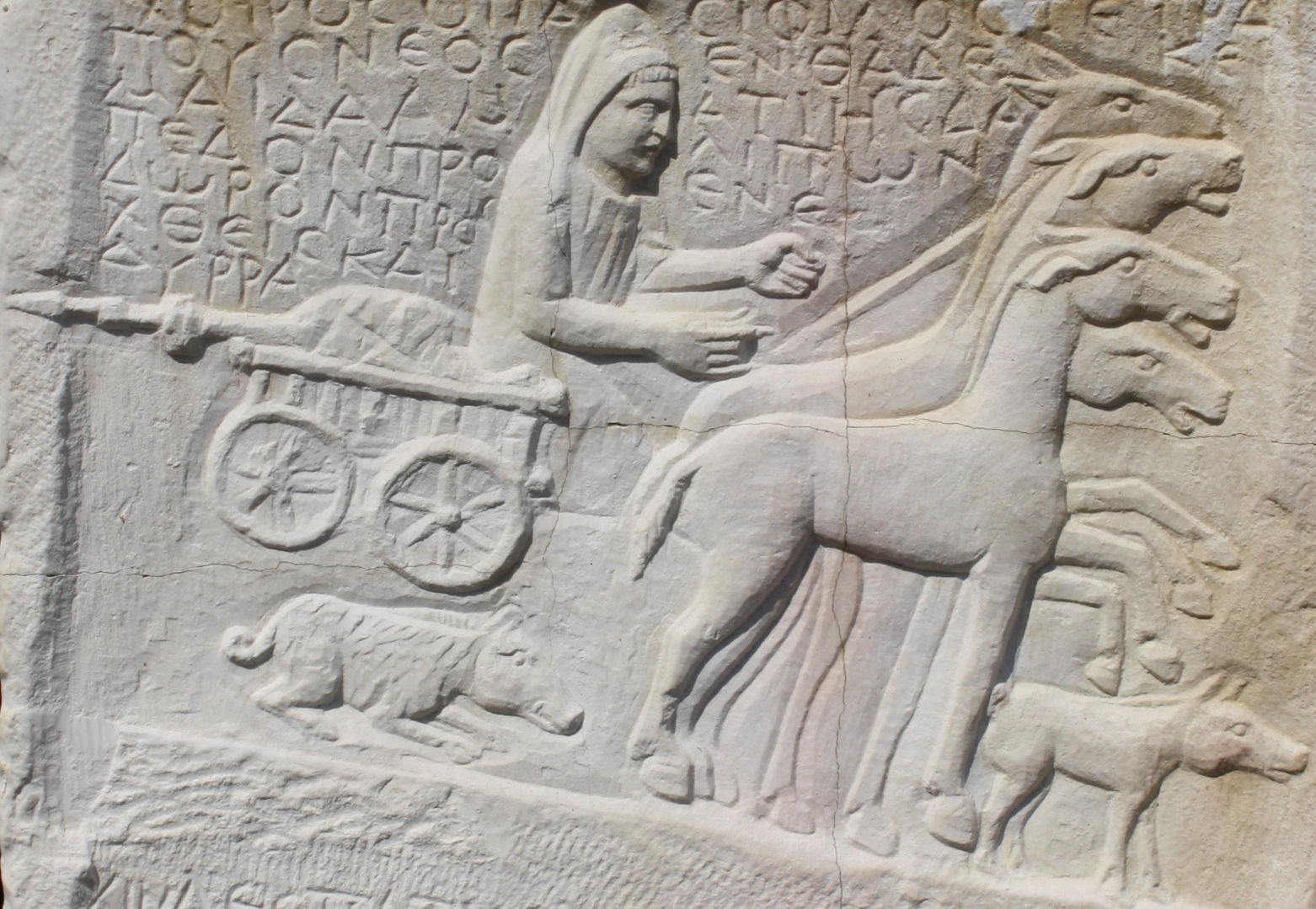
Detail der Kopie am Fundort: Relief im oberen Teil des Steines

Einige Indizien könnten darauf hindeuten, dass der Steinmetz genau den Zeitpunkt des tödlichen Unfalls darstellen wollte. So fällt die Straße auf dem Bild stark nach rechts ab und der Fahrer des Wagens scheint leere Hände zu haben, als seien ihm gerade die Zügel entglitten. Vier der dargestellten Vorderläufe der Maultiere sind erhoben, als ob sich die Tiere gerade sträubten, und bei mindestens zweien der drei dargestellten Köpfe sind die Ohren nach hinten gelegt, was ein Zeichen für Zorn, Angst oder Stress ist. Die geöffneten Mäuler könnten erschrecktes Wiehern anzeigen. Diese Deutung des Bildes ist jedoch keinesfalls sicher. Die erhobenen Vorderläufe könnten auch einfach ein Versuch sein, mit den beschränkten Möglichkeiten eines Flachreliefs vier Maultiere direkt hintereinander darzustellen. Dass dem Mann die Leine entglitten ist, ist ebenfalls nicht eindeutig zu erkennen; genauso gut könnte er sie auch straff in den Händen halten. Sollte das zutreffen, würde das gezeigte Bild schlicht den friedlichen ersten Teil der Reise des Schweines mit seinem Besitzer wiedergeben.

## Deutungen

### Grabstein eines Tieres

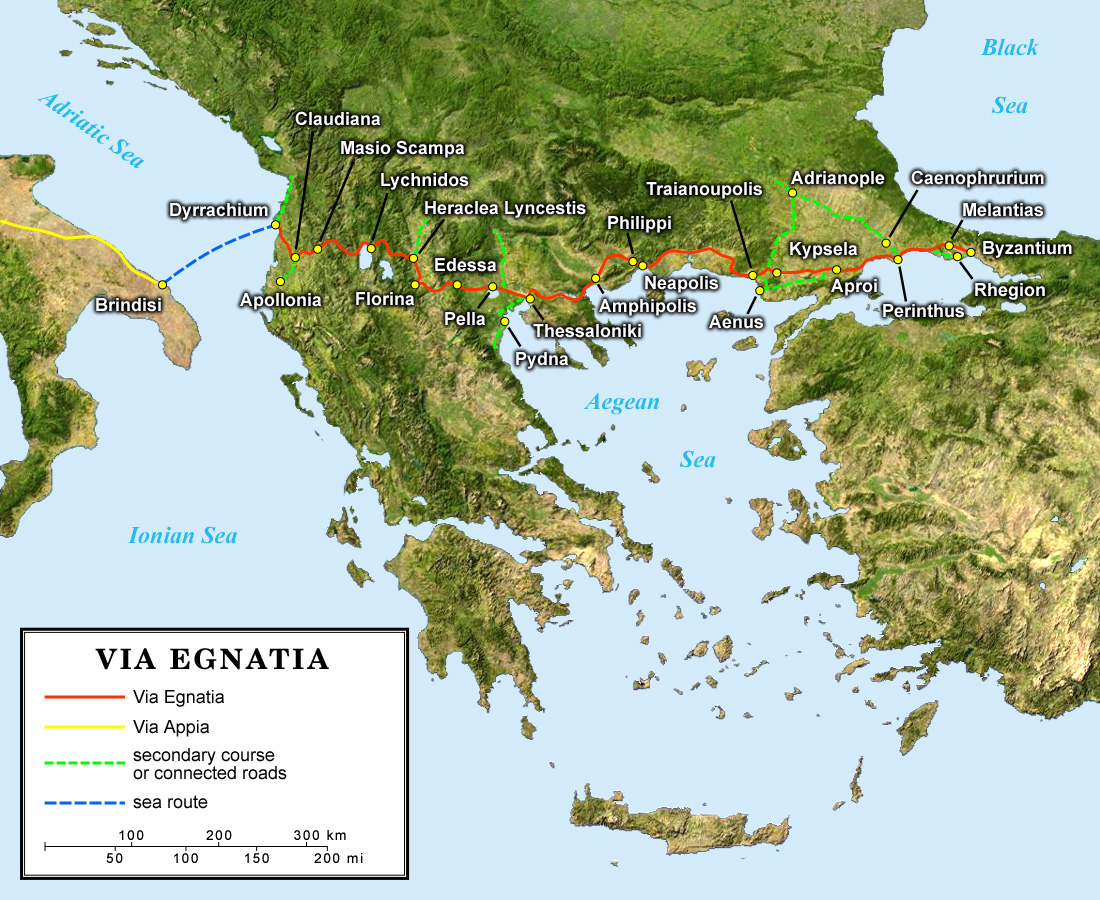
Die auf dem Grabstein genannten Stationen beginnen in Dyrrachium an der Adriaküste links

Der Stein wurde wahrscheinlich für ein Schwein aufgestellt, das bei einem Verkehrsunfall ums Leben kam. Die im Text beschriebenen Orte zeichnen seine Reiseroute auf der Via Egnatia nach. Sie führte über mehr als 200 km von Dyrrachium (heute Durrës) an der Küste der Adria mit einem Abstecher nach Apollonia bis zum Ort seines Ablebens in Edessa. Der Begriff Emathia, der im Text für das Ziel der Reise verwendet wird, war in der Antike eine poetische Bezeichnung für die griechische Landschaft Makedonien. Diese Route legte das Schwein wohl zu Fuß zurück, während sein Besitzer auf dem Wagen fuhr – darauf könnte sich der Hinweis in der Inschrift beziehen, das Tier habe den Weg „zu Fuß, allein, unermüdlich“ („ποσὶ μοῦνος ἄλιπτος“) zurückgelegt.
Es ist nicht geklärt, warum dem Schwein überhaupt ein Grabstein gesetzt wurde. Die Kosten eines Grabsteins für ein Tier, selbst ein geliebtes Haustier, brachten die Besitzer in der Antike nur selten und in besonderen Fällen auf. Diskutiert wird, ob das Reiseziel eine Kulthandlung für den Gott Dionysos in Makedonien gewesen sei, bei der das Schwein geopfert werden sollte. Im Rahmen solcher Zeremonien zu Ehren des Dionysos wurden im antiken Griechenland teils Prozessionen veranstaltet, bei denen ein überdimensionaler Phallus präsentiert wurde (Phallika); der in dem Epitaph erwähnte „phallische Wagen“ könnte auf einen solchen Ritus verweisen. Auch ein Zusammenhang mit der Göttin Demeter oder einer gemeinsamen Verehrung beider Gottheiten wäre denkbar: Sowohl im Kult des Dionysos als auch in dem der Demeter spielte das Thema Fruchtbarkeit, die durch einen Phallus symbolisiert werden konnte, eine große Rolle, und auch die Opferung von Schweinen ist in beiden Kulten durch antike Quellen belegt. Sollte diese Interpretation der Inschrift aus Edessa zutreffen, hätte man das Schwein sorgfältig bestattet, um einen religiösen Ersatz für die eigentliche Kulthandlung zu schaffen, die durch den Unfall nicht mehr wie geplant möglich war. In diesem Fall wäre aber zu fragen, warum das Tier auf dem Weg nach Makedonien den Umweg über Apollonia (siehe Karte) genommen haben sollte.
Eine alternative Erklärung geht davon aus, dass das Schwein dem anonym bleibenden Fahrer des Wagens gehörte und, wie in der Inschrift betont wird, dessen beliebter Reisebegleiter gewesen ist. Welchen Grund diese Beliebtheit gehabt haben könnte, wird allerdings nicht erklärt. Eine Möglichkeit wäre etwa, dass das Tier Kunststücke beherrschte. Dressierte Schweine werden in der antiken Literatur in der Cena Trimalchionis des römischen Schriftstellers Titus Petronius erwähnt.
Generell sind aus der Antike einige Grabsprüche für Tiere überliefert (etwa für Hunde, aber auch für einen Delfin), die sich in Stil und Wortwahl häufig an Inschriften zu Ehren verstorbener Menschen anlehnen. Zusätzlich sind aus römischer Zeit eigenständige Tiergräber bekannt, die mit Beigaben ausgestattet wurden, also definitiv nicht nur der Entsorgung von Kadavern dienten. Von solchen Tiergräbern müssen tierische Überreste unterschieden werden, die als Speisebeigaben bei menschlichen Bestattungen gefunden werden. Das Monument aus Edessa ist bislang der einzige aus der Antike bekannte Grabstein für ein Schwein. Zum Vergleich ist das fiktive Testament des Ferkels Marcus Grunnius Corocotta, das Testamentum porcelli, kulturgeschichtlich interessant, da es ebenfalls eine Anweisung zur Gestaltung von dessen steinernem Grabmal gibt.

### Grabstein eines Menschen
In Teilen der Forschung wird jedoch generell bezweifelt, dass es sich um einen Grabstein für ein Schwein, also um die oberirdische Kennzeichnung einer Tierbestattung handelt. Stattdessen wird erwogen, ob die Inschrift das Grab eines Mannes mit dem sprechenden Namen Χοῖρος (Choiros), also „Schwein“, markierte. Von diesem Wortstamm abgeleitete griechische Personennamen sind tatsächlich bekannt. Die Darstellung der Schweine auf dem Grabrelief wäre dann als ein Wortspiel mit dem Namen des verstorbenen Mannes zu verstehen, wie es auf antiken Grabsteinen häufiger belegt ist.
Schwierigkeiten bei einer Interpretation des Bestatteten als Mensch machen vor allem die Formulierungen „τετράπους“ („vierbeinig“) und „δῶρον“ („Geschenk“). Für erstere Bezeichnung wurden verschiedene Erklärungsmöglichkeiten ins Feld geführt. So deutete Stephanos Koumanoudis die Wortkombination „τετράπους νέος“ nicht als „junger Vierbeiner“, sondern verstand sie so, dass Choiros „(nur) als Junger (Neugeborener) ein Vierbeiner“ gewesen sei. Es handele sich also um einen ironischen Verweis gerade darauf, dass der Bestattete entgegen seinem Namen ein Mensch war, indem betont wird, dass dieses „Schwein“ nur als Kleinkind auf vier Beinen lief. Charalambos Makaronas übersetzte „τετράπους“ nicht mit „vierbeinig“, sondern verstand die Vokabel als „vier Fuß hoch“ und damit als – möglicherweise übertreibende – Anspielung auf die geringe Körpergröße oder das junge Alter des Verstorbenen. Spyridon Marinatos schließlich las den Text des Grabgedichtes so, dass der junge Mann Choiros zu Fuß nach Dyrrachium und Apollonia gelangt sei, dort aber einen Wagen erworben habe und mit diesem weiter nach Edessa gefahren sei. „Vierbeinig“ sei also eine poetische Umschreibung für „vierrädrig“ und solle auf die Ironie verweisen, dass gerade der Wechsel zum angenehmeren Fortbewegungsmittel schließlich zu Choiros’ Tod geführt habe. Die Formulierung „δῶρον“ („Geschenk“) wird durch die betreffenden Forscher so verstanden, dass Choiros eventuell ein Sklave gewesen sei, der durch seinen Besitzer verschenkt worden war, oder aber ein Freigelassener, der bei seiner Freilassung nach griechischem Brauch symbolisch den Göttern zum Geschenk gemacht wurde.
Mittlerweile werden diese Vermutungen jedoch überwiegend abgelehnt und als zu umständlich angesehen. In der Summe scheint die Deutung als Grabstein eines Schweines die einfachere Lösung zu sein, zumal es – anders als von den ersten Kommentatoren vermutet – biologisch und sozialgeschichtlich durchaus denkbar ist, dass in der Antike zutrauliche Hausschweine verschenkt beziehungsweise als Reisegefährten mitgeführt wurden. In jüngeren Studien wird tendenziell die Vermutung bevorzugt, das Schwein sei als Opfertier für eine religiöse Zeremonie mitgeführt worden und dabei ums Leben gekommen – auch diese kulturgeschichtliche Einordnung macht plausibel, dass es sich tatsächlich um ein bestattetes Tier handelte.